# Hans Wilhelm Lange
Hans Wilhelm Lange (18. januar 1815 i København – 29. januar 1873 smst.) var en dansk skuespiller og teaterleder, der grundlagde Folketeatret.
Lange fik sin debut i provinsen, hvor han blev trods tilbud om at blive elev på Det Kongelige Teater. I 1844 fik han bevilling til at drive teater udenfor København, i 1849 tilladelse til at spille i København og i 1853 tilladelse til at oprette et folketeater i København. Han grundlagde Københavns første private teater, Casino Teatret, i 1848 og var dets leder til 1855. Han stod 1855-1856 for hofteatersæsonen sammen med Michael Wiehe og Frederik Høedt, der forinden havde brudt med Det Kongelige Teater. Repertoiret var revolutionerende i forhold til det, man hidtil havde set på Det Kongelige Teater. I 1857 åbnede Lange Folketeatret i Nørregade. Frem til sin død var han dets chef.